# Bernard Cazeneuve
Bernard Cazeneuve (Senlis, 2. lipnja 1963.), francuski je političar i predsjednik Vlade Francuske Republike od prosinca 2016. do svibnja 2017.

## Životopis
Nakon nekoliko funkcija savjetnika, odnosno šefa kabineta, državnog tajnika za međunarodne kulturne odnose, državnog tajnika za vanjske poslove te državnog tajnika za more, Bernard Cazeneuve izabran je 1995. godine za gradonačelnika grada Octevillea, potom 2001. grada Cherbourg-Octevillea (regija Basse-Normandie). Tijekom dva mandata bio je zastupnik u Nacionalnoj skupštini, između ostalog kao tajnik Odbora za obranu i oružane snage.
Nakon dolaska Françoisa Hollandea vlast 2012. godine, Bernard Cazeneuve imenovan je zamjenikom ministra vanjskih poslova, zadužen za europske poslove, potom zamjenikom ministra gospodarstva i financija, zadužen za proračun. Od 2014. do 2016. godine obnaša funkciju ministra unutarnjih poslova. 6. prosinca 2016. godine predsjednik Francuske Republike, François Hollande, imenuje ga novim francuskim premijerom, a funkciju je preuzeo od Manuela Vallsa.